# Gran Premi d'Itàlia del 1950
Resultats del Gran Premi d'Itàlia de Fórmula 1 de la temporada 1950 disputat al circuit de Monza el 3 de setembre de 1950.

## Resultats
| Pos.  | Núm. | Pilot                | Equip            | Voltes | Temps/ Retirada  | Pos. de sortida | Punts |
| ----- | ---- | -------------------- | ---------------- | ------ | ---------------- | --------------- | ----- |
| 1     | 10   | Nino Farina          | Alfa Romeo       | 80     | 2h 51' 17. 4     | 3               | 8     |
| 2     | 48   | Dorino Serafini      | Ferrari          | 80     | + 1' 18.6 min.   | 6               | 3     |
| Comp. | 48   | Alberto Ascari       | Ferrari          |        |                  |                 | 3     |
| 3     | 36   | Luigi Fagioli        | Alfa Romeo       | 80     | + 1' 35.6 min.   | 5               | 4     |
| 4     | 58   | Louis Rosier         | Talbot-Lago      | 75     | + 5 Voltes       | 13              | 3     |
| 5     | 24   | Philippe Etancelin   | Talbot-Lago      | 75     | + 5 Voltes       | 16              | 2     |
| 6     | 38   | Toulo de Graffenried | Maserati         | 72     | + 8 Voltes       | 17              |       |
| 7     | 8    | Peter Whitehead      | Ferrari          | 72     | + 8 Voltes       | 18              |       |
| Ret   | 50   | David Murray         | Maserati         | 56     | Caixa canvi      | 24              |       |
| Ret   | 32   | Cuth Harrison        | ERA              | 51     | Radiador         | 21              |       |
| Ret   | 12   | Raymond Sommer       | Talbot-Lago      | 48     | Caixa canvi      | 8               |       |
| Ret   | 40   | Guy Mairesse         | Talbot-Lago      | 42     | Tub de l'oli     | 11              |       |
| Ret   | 4    | Franco Rol           | Maserati         | 39     | Retirat          | 9               |       |
| Ret   | 60   | Piero Taruffi        | Alfa Romeo       | 34     | Motor            | 7               |       |
| Comp. | 60   | Juan Manuel Fangio   | Alfa Romeo       |        |                  |                 |       |
| Ret   | 56   | Pierre Levegh        | Talbot-Lago      | 29     | Caixa canvi      | 20              |       |
| Ret   | 18   | Juan Manuel Fangio   | Alfa Romeo       | 23     | Caixa canvi      | 1               | 1     |
| Ret   | 2    | Johnny Claes         | Talbot-Lago      | 22     | Sobreescalfament | 22              |       |
| Ret   | 16   | Alberto Ascari       | Ferrari          | 21     | Motor            | 2               |       |
| Ret   | 22   | Clemente Biondetti   | Ferrari - Jaguar | 17     | Motor            | 25              |       |
| Ret   | 64   | Henri Louveau        | Talbot-Lago      | 16     | Frens            | 16              |       |
| Ret   | 62   | Franco Comotti       | Maserati         | 15     | Retirat          | 26              |       |
| Ret   | 42   | Maurice Trintignant  | Simca - Gordini  | 13     | Pèrdua d'aigua   | 12              |       |
| Ret   | 6    | Louis Chiron         | Maserati         | 13     | Pressió de l'oli | 19              |       |
| Ret   | 46   | Consalvo Sanesi      | Alfa Romeo       | 11     | Motor            | 4               |       |
| Ret   | 44   | Robert Manzon        | Simca - Gordini  | 7      | Transmissió      | 10              |       |
| Ret   | 30   | Prince Bira          | Maserati         | 1      | Motor            | 15              |       |
| Ret   | 28   | Paul Pietsch         | Maserati         | 0      | Motor            | 27              |       |
| NVS   | 52   | Felice Bonetto       | Maserati         | 0      | No va sortir     | 23              |       |

## Altres
- Pole: Juan Manuel Fangio 1' 58. 6

- Volta ràpida: Juan Manuel Fangio 2' 00. 0 (a la volta 7)

- Cotxes compartits:
  - Cotxe Nº 48: Dorino Serafini (47 Voltes) i Alberto Ascari (les últimes 33 voltes). Van haver de compartir els punts del segon lloc final.
  - Cotxe Nº 60: Piero Taruffi (25 Vol.) i Juan Manuel Fangio (9 Vol.)